# Kálmán
Kálmán [ˈkaːlmaːn] ist ein ungarischer männlicher Vorname, der auch als Familienname vorkommt. Außerhalb des ungarischen Sprachraums tritt der Name auch in der Form Kalman auf.
Kalman (קלמן auf Jiddisch und Hebräisch, gelegentlich Calman in römischen Buchstaben geschrieben) ist ein jiddischer Vorname, der eine Kurzform des griechisch-jüdischen Namens Kalonymos ist (קלונימוס bedeutet "schöner Name", ein Hinweis auf ein Wunder, in dem gearbeitet wurde Gottes Name). Manchmal werden die Langform und die Kurzform zusammen verwendet, wie im zusammengesetzten Namen Kalman Kalonymos.

## Herkunft und Bedeutung
Der Name ist ungarisch-türkischen Ursprungs und bedeutet „der Rest“, „der Überlebende“; er wurde früher fälschlicherweise mit Koloman gleichgesetzt.

## Namenstag
13. Oktober

## Namensträger

### Vorname
- Kálmán Balogh (* 1959), ungarischer Musiker
- Kálmán Darányi (1886–1939), ungarischer Politiker
- Kálmán Hazai (1913–1996), ungarischer Wasserballspieler
- Kálmán Kalocsay (1891–1976), ungarischer Esperantist
- Kálmán Kandó (1869–1931), ungarischer Ingenieur und Erfinder
- Kálmán Konrád (1896–1980), ungarischer Fußballspieler
- Kálmán Kulcsár (1928–2010), ungarischer Rechtssoziologe und Politiker
- Kálmán Lambrecht (1889–1936), ungarischer Paläontologe
- Kálmán Markovits (1931–2009), ungarischer Wasserballspieler
- Kálmán Mikszáth (1847–1910), ungarischer Journalist, Politiker und Schriftsteller
- Kálmán Széll (1843–1915), ungarischer Bankier und Politiker
- Kálmán Tihanyi (1897–1947), ungarischer Fernsehpionier, Physiker und Erfinder
- Kálmán Tisza (1830–1902), Politiker in Österreich-Ungarn

### Familienname
- Alajos Kálmán (1935–2017), ungarischer Chemiker und Kristallograph
- Attila Kalman (* 1968), ungarischer Organist, Pianist, Bezirkskantor und Dirigent
- Charles Kálmán (1929–2015), österreichischer Komponist
- Emmerich Kálmán (1882–1953), ungarischer Komponist
- Jean Kalman (* 1945), französischer Lichtdesigner
- Maira Kalman (* 1949), US-amerikanische Autorin und Künstlerin
- Peter Kálmán (Maler) (1877–1948), ungarischer Maler
- Peter Kálmán (Sänger) (* 1970), ungarischer Opernsänger
- Rudolf Kálmán (1930–2016), US-amerikanischer Mathematiker
- Tibor Kalman (1949–1999), US-amerikanischer Grafikdesigner
- Tünde Kálmán († 2015), ungarische Graphikerin und Typographin
- Vera Kálmán (1907–1999), russische Filmschauspielerin und Autorin